# 黄焰
黄焰（こう えん、黃焰、ファン・イェン、1965年7月20日 - ）は、中華人民共和国出身の囲碁棋士。山西省太原市出身。
1974年より中国囲棋協会に所属し、1986年に五段認定。1989年の第1回女子名人戦の優勝者。
のちに活動の場を大韓民国に移し、韓国籍を取得。1994年より韓国棋院所属棋士となる。2000年に三段、2004年に四段認定。

## その他の棋歴
国際棋戦
国内棋戦